# 赤津慧
赤津 慧（あかつ けい、1990年7月31日 - ）は、日本のプロデューサー、実業家。株式会社ハロー取締役、ディグ株式会社取締役。

## 来歴・人物
1990年7月31日茨城県で生まれる。中学生時代はサッカー茨城県選抜として活躍。高校生時代、鹿島学園高等学校サッカー部に所属、3年生の時に全国高等学校総合体育大会サッカー競技本大会ベスト16、第87回全国高校サッカー選手権大会本大会ベスト4（全国第3位）。プロサッカー選手の大津祐樹、島田譲と幼馴染み。東京理科大学経営学部経営学科卒業。大学卒業後に出会ったメンバーと株式会社WPS（現株式会社ハロー）を立ち上げ、独立。VRを使った施策やアニメ制作、広告プランニング、メディアアート、楽曲制作、バラエティ番組、インタラクティブな舞台演出など、手がける企画は多岐に渡る。

## 主な作品・受賞
プロデュース
- 増田セバスチャン×クロード・モネ Point-Rhythm World 2018 -モネの小宇宙- 箱根ポーラ美術館(技術協力、2018年)
- 「みっちりねこ」(TOKYO MX / アニメ、2018年)
- レモン＆シュガーのはみがきハーモニー(アニメ、2018年)
- ナイトサファリレストラン(メディアアート、2018年)
- VR ART-オルセー美術館 至宝のリマスターアート展-＠大丸京都6階 大丸ミュージアム(VRアプリ、2017年)
- 増田セバスチャン展覧会「 “Point-Rhythm World -モネの小宇宙-“」(インスタレーション演出、2017年)[2]
- 古代アンデス文明展「VR ウユニ塩湖～17,000kmの彼方へ～」＠国立科学博物館(VRアプリ、2017年)
- ニコニコ超会議2017 松竹株式会社出展ブース(音楽ゲームアプリ、2017年)
- 株式会社NTTドコモ「触っていないけど、触っている感じ －みんなで愛でよう ドコモダケ－」(画像認識サイネージ、2017年)
- デンタルIQ向上バラエティ みるしかッ！(バラエティ番組、2017年)
- 光と音の呼応する世界 - クレオパトラ10回単独公演「イシツナギ」(インタラクティブ舞台演出、2017年)
- 就活アイドル「キチョハナカンシャ」(アイドル、2015年10月30日より活動)
- キチョハナカンシャTV(バラエティ番組、2016年)
- 美女世界地図-Beauties World Map（webメディア、2012年）
- バーチャルYouTuberドラマ『四月一日さん家の』（テレビ東京、2019年4月19日スタート）[3]
- 歌舞伎メディアアート「カブキノヒカリ」（メディアアート、2019年3月）[4]

著書
- 『君は世界を見ずに将来を決めるのか　―　僕が「美女世界地図」をつくったワケ』プチ・レトル(Kindle出版、2013年)[5]

主なテレビ出演
- Nスタ(TBS、2015年12月4日)